# سیمپرویر
سیمپرویر(به انگلیسی: Simeprevir)، که با نام تجاری Olysio فروخته می‌شود، دارویی است که در ترکیب با سایر داروها برای درمان هپاتیت سی استفاده می‌شود. این دارو به طور خاص برای ژنوتیپ ۱ و ۴ هپاتیت سی استفاده می‌شود. داروهایی که همراه با این دارو استفاده می‌شود شامل sofosbuvir یا ریباویرین و peginterferon-alfa است. نرخ درمان در حدود ۸۰ تا ۹۰ درصد است. ممکن است در کسانی که اچ‌آی‌وی/ایدز دارند نیز استفاده شود. این دارو به صورت خوراکی یک بار در روز و به طور معمول ۱۲ هفته مصرف می‌شود.